# Dolmen de Céllecs
El Dolmen de Céllecs, dolmen de Séllecs, dolmen de la Cabana del Moro de Céllecs, dolmen de la Cabana del Moro, Cava del Moro o Cabana del Moro es un megàlit del Eneolític de La Roca del Vallès, (Vallès Oriental), declarat Bé cultural d'interès local.
Es troba al Parc de la Serralada Litoral.

## Descripció
Unes fonts el consideren del tipus petita galeria catalana baixa i d'altres una cista rectangular. Es conserva la llosa de capçalera, dues de laterals, dues més petites que devien pertànyer a la galeria, i la llosa de coberta, molt gran. La resta de la galeria ha desaparegut i queden pocs vestigis del túmul: només unes poques pedres darrere del dolmen, a la banda NE. La cambra, rectangular, es troba orientada al sud-oest. Segons el Sr. J. Tarrús, el passadís originari devia fer uns 2 m de llarg i el túmul podia arribar als 8 m de diàmetre.
Descobert el 1929 per l'Agrupació Excursionista de Granollers, el va excavar Josep Colomines i hi va trobar només un fragment de terrissa feta a mà. Després de les excavacions, es va aixecar de nou i se li va donar la disposició actual. És datat entre el Neolític final i el Calcolític (2500-1800 aC).

## Accés
És ubicat a la Roca del Vallès: a peu del camí per on transcorre el PR-C 36, el qual surt de la Roca i enllaça amb el Meridià verd després de carenejar els turons de Céllecs. Coordenades: x=444377 y=4602075 z=335. UTM: 31 N - 444286 - 4601871.